# 因弗內斯縣 (新斯科舍省)

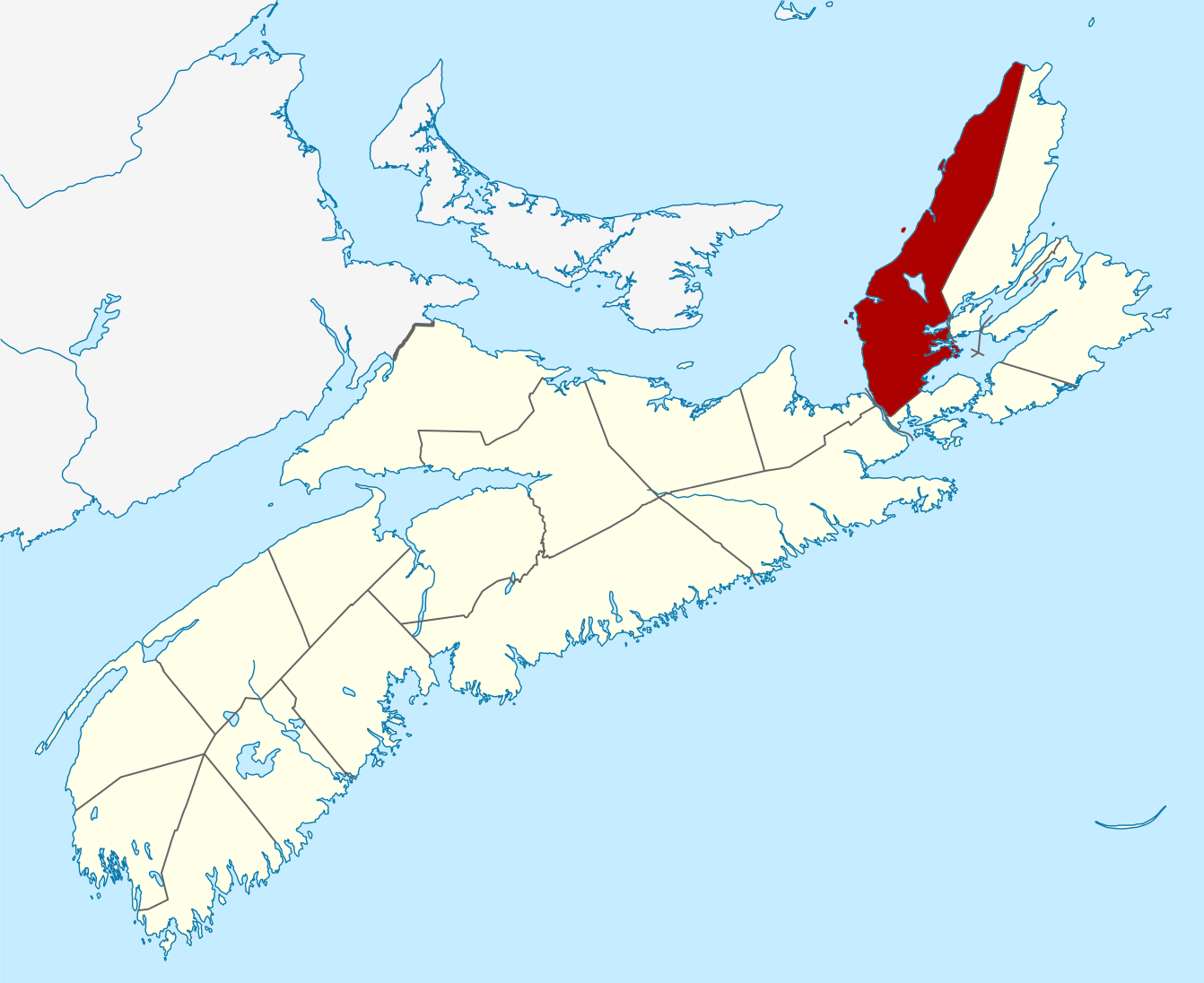

因弗內斯縣（Inverness County），位於布雷頓角島，是加拿大新斯科舍省的一個歷史縣和人口普查區，由因弗內斯縣市政府、霍克斯伯里港和Whycomagh 2 韋科巴原住民保護區所管轄。因弗內斯縣於1835年成立，並於1837年更改為現名。首批來到這裡的歐洲移民多來自蘇格蘭。在十九世紀的大部分時間裡，農業和漁業在經濟中佔主導地位，當中主要的農產品為出口到紐芬蘭和哈利法克斯的黄油和牛隻。